# Tremblay c. Daigle
Jugement complet
texte intégral sur csc.lexum.org
L'arrêt Tremblay c. Daigle est une décision de la Cour suprême du Canada rendue le 8 août 1989 et reconnaissant que le fœtus n'a pas le statut légal d'une personne au Canada, ni selon la common law canadienne, ni selon le Code civil du Québec. L'une des conséquences directes du jugement est qu'une personne ne peut pas invoquer la protection des droits du fœtus (en) pour obtenir une injonction empêchant l'avortement d'une autre personne.
Chantale Daigle, enceinte de Jean-Guy Tremblay, souhaitait avorter après l'avoir quitté. Toutefois, Tremblay s'opposait à cet avortement, et avait porté l'affaire devant la justice canadienne.
Tandis que Chantale Daigle avait perdu les procès en première et deuxième instances, les juges de la Cour suprême furent rappelés de vacances en plein été pour entendre la cause. Malgré le fait qu'il leur fut annoncé que la femme s'était fait avorter et que la cause devenait sans objet, ils décidèrent de rendre jugement vu l'importance de la cause. La Cour suprême du Canada se prononce alors à l'unanimité en faveur de Daigle.

## Historique

### Première instance
Le litige oppose deux Québécois, Chantale Daigle et Jean-Guy Tremblay. Ces deux personnes eurent des relations sexuelles en 1988 et 1989. En 1989, Chantale Daigle tombe enceinte d'un enfant dont le père était présumément Jean-Guy Tremblay. Leur relation prend fin après l'annonce de la grossesse et Daigle envisage l'avortement. En réaction, Tremblay demande une injonction pour empêcher l'avortement, invoquant le droit du fœtus à la vie. Le juge de première instance a accordé l'injonction.
Le 17 juillet 1989, au Palais de justice de Val-d'Or, le juge de première instance, Jacques Viens, fonde en partie sa décision sur un argument d'interprétation législative d'effet utile avancé par l'avocat de Tremblay Me Henri Kélada. Cet argument consiste à affirmer que si le législateur avait voulu limiter la notion d'être humain aux personnes nées à l'article 1er de la Charte québécoise, il l'aurait dit de façon claire et il ne serait pas resté silencieux. D'autre part, puisque la Charte québécoise est une loi quasi constitutionnelle qui s'interprète de façon large afin de mieux protéger les droits, le juge Viens a fait une interprétation extensive de la notion d'être, il dit qu'être signifie exister et que nul ne conteste que le fœtus existe dès la conception. Le juge Viens s'appuie ensuite sur un ouvrage écrit par la juriste Bartha Knoppers qui soutient une opinion similaire. Il fonde également sa décision sur les articles 338 et 345 du Code civil du Bas-Canada lorsqu'il est question du curateur au fœtus.

### Cour d'appel
La Cour d'appel du Québec donne raison à Tremblay, malgré l'absence de disposition claire sur le statut juridique du foetus. Il réussit en partie en raison de l'article 608 du Code civil du Bas-Canada qui traite des droits successoraux du fœtus une fois que celui-ci naîtra. La décision cite également l'art. 338 C.C.B.C., qui permettait la nomination d'un curateur à un enfant conçu mais non né. La décision interprète l'arrêt Montreal Tramways, l'art. 1053 CCBC qui traite de responsabilité extracontractuelle et la Charte québécoise d'une manière qui accorde un droit à la vie au fœtus. Le jugement d'appel fait valoir que l'arrêt Morgentaler n'accorde pas un droit absolu et illimité à l'avortement. Le juge de Cour d'appel Louis Lebel faisait partie du groupe des juges qui ont donné raison à Tremblay, ce qui ne l'empêchera pas d'accéder plus tard à la Cour suprême du Canada.

### Cour suprême
Au moment où la cause est entendue par la Cour suprême du Canada, Daigle quitte le Québec pour les États-Unis afin de mettre fin à sa grossesse. Malgré ce fait, la cause fut jugée suffisamment importante pour que la Cour suprême accepte de rendre une décision en dépit de l'impossibilité de donner suite au recours invoqué. La cause a donc été entendue pour son seul intérêt théorique (mootness (en)).
La Cour suprême insiste sur l'exigence de common law que les intérêts du foetus ne sont protégés que s'il naît vivant et viable, conformément à l'arrêt Montreal Tramways. Cette exigence de naître vivant et viable provient ultimement de la décision anglaise Earl of Bedford's Case de 1587. La Cour cite la doctrine civiliste de Baudouin et la doctrine publiciste de Garant en appui de cette position. La Cour suprême dit que les articles du Code civil qui reconnaissent le fœtus sont une fiction de droit civil. Elle dit que le terme « être humain » dans la Charte québécoise n'inclut pas le fœtus. La Charte canadienne ne peut pas non plus être invoquée car il s'agit d'une action de droit privé seulement, où aucune action gouvernementale n'est présente. Elle observe que la prétention de Tremblay d'être un « père en puissance » n'a aucun fondement juridique.
En ayant recours à la common law comme elle l'a fait, il semble que la Cour suprême ait voulu donner une portée pan-canadienne à cette décision, afin qu'elle n'ait pas seulement un impact en droit privé québécois. En règle générale, le recours à la common law pour interpréter le droit civil est l'exception plutôt que la règle. De plus, il est plutôt rare qu'une décision de droit civil ait un impact important dans les provinces de common law. En effet, dans l'arrêt  Rubis c. Gray Rocks Inn Ltd. de 1982, la Cour suprême dit de manière explicite qu'il faut éviter autant que possible de mêler les concepts de droit civil avec les concepts de la common law. Si la Cour suprême a momentanément mis de côté sa propre politique de ne pas faire du métissage entre le droit civil et la common law, c'est qu'elle était convaincue qu'il y avait dans cette affaire particulière un enjeu juridique et politique d'importance nationale.
Tout en faisant abstraction de l'enjeu de fond sur l'avortement, des auteurs civilistes importants comme Paul-André Crépeau et Suzanne Philips-Nootens ont néanmoins critiqué l'arrêt Daigle sur le plan purement formel du respect du droit civil puisque selon eux, la Cour suprême aurait fait preuve de méconnaissance envers la tradition civiliste dans cette décision, notamment concernant la notion d'infans conceptus. Cela dit, et à la décharge de la Cour suprême, au moment où le Code civil du Bas-Canada était en vigueur, il était accepté que le droit français et le droit anglais pouvaient être des sources de règles supplétives au droit québécois lorsque le Code était silencieux sur une question de droit.

#### Affaires subséquentes de Tremblay devant les tribunaux
Quelques années plus tard, en 2012, Jean-Guy Tremblay a été arrêté pour agression sexuelle. D'après un article de Radio-Canada, il a un lourd passé de violences conjugales. Selon TVA Nouvelles, il aurait également passé cinq ans en prison en Alberta pour des agressions contre les femmes.